# God’s Silence, Devil’s Temptation
God’s Silence, Devil’s Temptation (рус. Молчание Бога, искушение Дьявола) — дебютный студийный альбом готик-метал-группы Elis, вышедший 14 октября 2003 года. Продюсером альбома выступил Александр Крулль (участник Leaves’ Eyes), который и ранее сотрудничал с группой, носившей тогда название Erben der Schöpfung.

## Стиль, отзывы критиков
Критики отмечают, что дебютный альбом группы включает в себя как элементы классической музыки, так и современное электронное звучание. Окончательную атмосферность звучанию альбома придаёт уникальный голос Сабины Дюнзер. Также отмечается разнообразие композиций, что идёт на пользу альбому.

## Список композиций
| №   | Название                | Длительность |
| --- | ----------------------- | ------------ |
| 1.  | «Such a Long Time»      | 4:29         |
| 2.  | «Where You Belong»      | 4:04         |
| 3.  | «Sie Erfasst Mein Herz» | 4:32         |
| 4.  | «Do You Believe»        | 4:11         |
| 5.  | «Engel Der Nacht»       | 3:49         |
| 6.  | «God's Silence»         | 4:41         |
| 7.  | «Devils' Temptatioin»   | 4:47         |
| 8.  | «Come to Me»            | 4:26         |
| 9.  | «My Only Love»          | 4:18         |
| 10. | «Child»                 | 4:57         |
| 11. | «Abendlied»             | 3:22         |

| №   | Название   | Длительность |
| --- | ---------- | ------------ |
| 12. | «Betrayal» | 4:53         |

## Участники записи
- Sabine Dünser — вокал
- Pete Streit — гитара
- Jürgen Broger — гитара
- Tom Saxer — бас-гитара, гроулинг
- Franco Koller — ударные